# دیوید دیستفانو
دیوید دیستفانو (انگلیسی: David Distéfano؛ زادهٔ ۱۰ ژوئیهٔ ۱۹۸۷) بازیکن فوتبال اهل آرژانتین است.
از باشگاه‌هایی که در آن بازی کرده‌است می‌توان به باشگاه فوتبال جیمناسیا لاپلاتا، باشگاه فوتبال اتلتیکو هوراکان، و باشگاه فوتبال آسترا جورجو اشاره کرد.